# Deuxième concile de Braga
Pour les articles homonymes, voir Concile de Braga.
Le deuxième concile de Braga eut lieu à Bracara Augusta (aujourd'hui Braga au nord du Portugal), capitale du royaume suève, autorisé par Ariamir le premier jour des calendes de juin 572. Il regroupait les evêchés de Gallaecia et du nord de la Lusitanie. Il fut organisé par Saint Martin de Dume, archevêque de Braga et réunit treize évêques.

## Présentation
Le concile édicta dix nouveaux canons concernant la discipline dans l'Église, en particulier sur la gratuité des sacrements (ordinations, baptêmes, etc.) ce qui indique qu'il existait, dès le VIe siècle, des tendances à la simonie dans le clergé,.
Deux autres conciles eurent lieu dans la même ville le premier concile de Braga dans les années 560 et le troisième en 675. Un quatrième concile provincial s'y serait tenu en 1565, mais il semble que ses actes aient disparu.

## Liste des evêques participant au concile

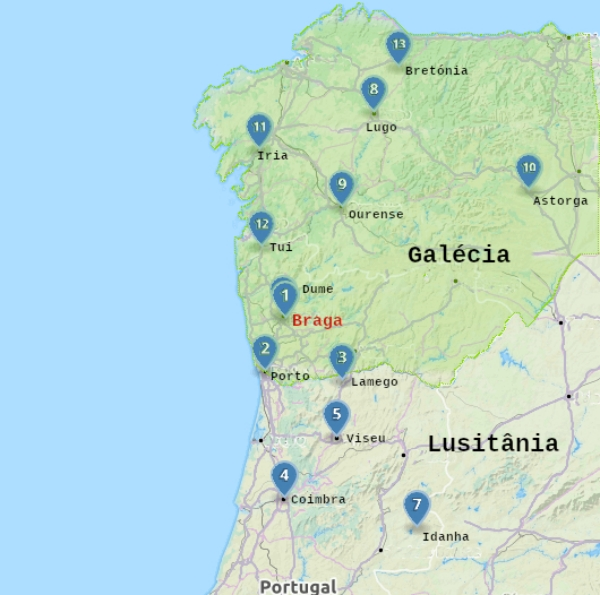
Evêchés du deuxième concile de Braga

- - 1 et 6. Martinus, Bracarensis metropolitane eclesie episcopus - évêque de Braga et de Dume (monastère près de Braga)[3]
  - 2. Viator, Magnetensis eclesiae episcopus - Meinedo (Lousada)
  - 3. Sardinarius, Lamicensis eclesiae episcopus - Lamego
  - 4. Lucentius, Columbrigensis eclesiae episcopus - Conimbriga
  - 5. Remisol, Bisensis eclesie episcopus - Viseu
  - 7. Adorice, Getane eclesiae episcopus - Egitania (Idanha-a-Velha)
  - 8. Nitigis, Lucensis metropolitanus episcopus eclesie - Lugo
  - 9. Vitimer, Auriensis eclesiae episcopus - Orense
  - 10. Pulemius, Asturicensis eclesiae episcopus - Astorga
  - 11. Andreas, Heresis eclesiae episcopus - Iria
  - 12. Anila, Tudens eclesie episcopus - Tui
  - 13. Mayloc, Brittinorum eclesiae episcopus - Britonia[4]